# Gayle Rubin
Gayle S. Rubin (1 de janeiro de 1949 na Carolina do Sul) é uma antropóloga cultural americana mais conhecida como ativista e teórica da política de sexo e gênero. Ela escreveu sobre uma variedade de assuntos, incluindo feminismo, sadomasoquismo, prostituição, pedofilia, pornografia e literatura lésbica, bem como estudos antropológicos e histórias de subculturas sexuais, especialmente focadas em contextos urbanos. Seu ensaio de 1984 "Thinking Sex" é amplamente considerado como um texto fundador dos estudos de gays e lésbicas, estudos de sexualidade e teoria queer. Ela é professora associada de antropologia e estudos femininos na Universidade de Michigan.

## Biografia

### Primeiros anos
Rubin foi criada em um lar judeu de classe média na então segregada Carolina do Sul. Ela frequentou escolas públicas segregadas, suas aulas só foram desagregadas quando ela estava no último ano. Rubin escreveu que suas experiências crescendo no Sul segregado lhe deram "um ódio permanente ao racismo em todas as suas formas e um respeito saudável por sua tenacidade". Como uma das poucas judias em sua cidade do sul, ela se ressentia do domínio dos protestantes brancos sobre os afro-americanos, católicos e judeus. A única criança judia em sua escola primária, ela foi punida por se recusar a recitar o Pai Nosso.

### Faculdade, ativismo inicial e escrita inicial
Em 1968, Rubin fez parte de um grupo de aumento da consciência feminista ativo no campus da Universidade de Michigan e também escreveu sobre tópicos feministas para jornais do movimento feminista e para o Ann Arbor Argus. Em 1970, ela ajudou a fundar o Ann Arbor Radicalesbians, um dos primeiros grupos feministas lésbicos.
Rubin alcançou reconhecimento pela primeira vez por meio de seu ensaio de 1975 "The Traffic in Women: Notes on the Political Economy 'of Sex", que teve um efeito galvanizador na teoria feminista.

### São Francisco
Em 1978, Rubin mudou-se para San Francisco para iniciar os estudos da subcultura do couro gay masculino, procurando examinar uma prática sexual minoritária, nem de uma perspectiva clínica nem através das lentes da psicologia individual, mas sim como um antropólogo estudando uma comunidade contemporânea.
Rubin era membro do Cardea, um grupo de discussão de mulheres dentro de uma organização de BDSM de São Francisco chamada Society of Janus; Cardea existiu de 1977 a 1978 antes de descontinuar. Um núcleo de membros lésbicas de Cardea, incluindo Rubin, Pat Califia (que se identificava como lésbica na época) e dezesseis outras, foram inspirados a iniciar Samois em 13 de junho de 1978, como um grupo BDSM exclusivamente lésbico. Samois foi uma organização de BDSM lésbica-feminista com sede em San Francisco que existiu de 1978 a 1983, e foi o primeiro grupo de BDSM lésbico nos Estados Unidos. Em 1984, Rubin fundou The Outcasts, uma organização social e educacional para mulheres interessadas em BDSM com outras mulheres, também com sede em San Francisco. Essa organização foi dissolvida em meados da década de 1990; sua organização sucessora, The Exiles, ainda está ativa. Em 2012, The Exiles em San Francisco recebeu o prêmio Small Club of the Year como parte do Pantheon of Leather Awards.
No campo da história pública, Rubin foi membro do San Francisco Lesbian and Gay History Project, um grupo de estudos privado fundado em 1978 cujos membros incluíam Allan Berube, Estelle Freedman e Amber Hollibaugh. Rubin também foi membro fundador da Sociedade Histórica GLBT (originalmente conhecida como Sociedade Histórica Gay e Lésbica da Área da Baía de São Francisco), criada em 1985. Argumentando a necessidade de arquivos históricos bem mantidos para as minorias sexuais, Rubin escreveu que "a vida queer está cheia de exemplos de explosões fabulosas que deixaram pouco ou nenhum vestígio detectável.... Aqueles que não conseguem garantir a transmissão de suas histórias estão condenados a esquecê-las ".
Ela se tornou a primeira mulher a julgar um importante concurso nacional de couro gay masculino em 1991, quando julgou o concurso Mr. Drummer. Este concurso estava associado à revista Drummer, com sede em San Francisco.
O South of Market Leather History Alley de São Francisco consiste em quatro obras de arte ao longo de Ringold Alley homenageando a subcultura do couro; foi inaugurado em 2017. Uma das obras de arte é uma pedra de granito preto gravada com, entre outras coisas, uma narrativa de Rubin. Rubin foi um membro importante do grupo consultivo comunitário que foi consultado para desenvolver os designs das obras de arte.

### Carreira acadêmica
Em 1994, Rubin concluiu seu doutorado. Doutor em antropologia na Universidade de Michigan com uma dissertação intitulada The valley of kings: Leathermen in San Francisco, 1960–1990.
Além de sua nomeação na Universidade de Michigan, ela foi Professora Visitante de Gênero e Sexualidade FO Matthiessen 2014 na Universidade de Harvard.
Rubin atua no conselho editorial da revista Feminist Encounters e no conselho consultivo internacional da revista feminista Signs.
Rubin é uma feminista sexo-positiva. A Conferência de Barnard sobre Sexualidade de 1982 costuma ser considerada o momento que marcou o início das guerras sexuais feministas; Rubin deu uma versão de seu trabalho “Thinking Sex” (veja abaixo) como um workshop lá. “Thinking Sex” teve então sua primeira publicação em 1984, no livro Pleasure and Danger de Carole Vance, que foi uma antologia de artigos daquela conferência. "Thinking Sex" é uma peça sexo-positiva que é amplamente considerada como um texto fundador de estudos gays e lésbicos, estudos de sexualidade e teoria queer.
Rubin atuou no Conselho de Administração do Leather Archives and Museum de 1992 a 2000.
O South of Market Leather History Alley de São Francisco, inaugurado em 2017, consiste em quatro obras de arte ao longo de Ringold Alley em homenagem à subcultura do couro; uma das obras de arte é uma pedra de granito preto gravada com, entre outras coisas, uma narrativa de Rubin. Rubin foi um membro importante do grupo consultivo da comunidade que foi consultado para desenvolver os designs das obras de arte.
Rubin está no Conselho de Governadores do Leather Hall of Fame.

## Pensamento

### "O tráfico de mulheres: notas sobre a 'economia política' do sexo"[40]
Neste ensaio, Rubin concebeu a frase "sistema de sexo/gênero", que ela define como "o conjunto de arranjos pelos quais uma sociedade transforma a sexualidade biológica em produtos da atividade humana, e no qual essas necessidades sexuais transformadas são satisfeitas". Ela toma como ponto de partida escritores que já discutiram gênero e relações sexuais como uma instituição econômica (Karl Marx e Friedrich Engels) que cumpre uma função social convencional (Claude Lévi-Strauss) e é reproduzida na psicologia infantil (Sigmund Freud e Jacques Lacan). Ela argumenta que esses escritores não conseguem explicar adequadamente a opressão das mulheres e oferece uma reinterpretação de suas ideias. Rubin aborda o pensamento marxista identificando o papel das mulheres dentro de uma sociedade capitalista. Ela argumenta que a reprodução da força de trabalho depende do trabalho doméstico das mulheres para transformar as mercadorias em sustento para a trabalhadora. O sistema do capitalismo não pode gerar excedentes sem mulheres, embora a sociedade não conceda às mulheres acesso ao capital resultante.
Rubin argumenta que os padrões históricos de opressão feminina construíram esse papel para as mulheres nas sociedades capitalistas. Ela tenta analisar esses padrões históricos considerando o sistema de sexo/gênero. De acordo com Rubin, "gênero é uma divisão socialmente imposta dos sexos." Ela cita a troca de mulheres dentro das sociedades patriarcais como perpetuando o padrão de opressão feminina, referindo-se ao Ensaio sobre o presente de Marcel Mauss e usando sua ideia de "presente" para estabelecer a noção de que gênero é criado dentro dessa troca de mulheres por homens em um sistema de parentesco. As mulheres nascem biologicamente do sexo feminino, mas só se tornam sexistas quando a distinção entre doador masculino e presente feminino é feita nesta troca. Para os homens, dar de presente uma filha ou irmã a outro homem para efeito de matrimônio permite a formação de laços de parentesco entre dois homens e a transferência de "acesso sexual, status genealógico, nomes de linhagens e ancestrais, direitos e pessoas" para ocorrer. Ao usar uma análise marxista do capitalismo dentro deste sistema de sexo/gênero, a exclusão das mulheres do sistema de troca estabelece os homens como capitalistas e as mulheres como suas mercadorias aptas para a troca. Em última análise, ela espera por uma sociedade "andrógina e sem gênero" na qual a diferença sexual não tenha nenhum significado socialmente construído e hierárquico.

### "Thinking sex"
Em seu ensaio de 1984 "Thinking Sex", Rubin interrogou o sistema de valores que grupos sociais - sejam de esquerda ou de direita, feministas ou patriarcais - atribuem à sexualidade que define alguns comportamentos como bons/naturais e outros (como a pedofilia) como maus/não natural. Nesse ensaio, ela introduziu a ideia do "Círculo Encantado" da sexualidade, de que a sexualidade que era privilegiada pela sociedade estava dentro dela, enquanto todas as outras sexualmente estavam fora dela e em oposição a ela. Os binários deste "círculo encantado" incluem casais/sozinhos ou em grupos, monogâmicos/promíscuos, mesma geração/entre gerações e corpos apenas/com objetos manufaturados. O "Charmed Circle" fala sobre a ideia de que existe uma valorização hierárquica dos atos sexuais. Neste ensaio, Rubin também discute uma série de formações ideológicas que permeiam as visões sexuais. O mais importante é a negatividade sexual, na qual as culturas ocidentais consideram o sexo uma força perigosa e destrutiva. Se casamento, reprodução ou amor não estão envolvidos, quase todo comportamento sexual é considerado ruim. Relacionado à negatividade sexual está a falácia da escala mal posicionada. Rubin explica como os atos sexuais são perturbados por um excesso de significado.
A discussão de Rubin de todos esses modelos assume uma teoria dominó do perigo sexual. As pessoas sentem necessidade de traçar uma linha entre o sexo bom e o ruim, visto que o vêem entre a ordem sexual e o caos. Há o temor de que, se certos aspectos do sexo "ruim" forem permitidos cruzar a linha, atos indizíveis passarão também. Uma das ideias mais prevalentes sobre sexo é que existe uma maneira adequada de fazê-lo. A sociedade carece de um conceito de variação sexual benigna. As pessoas não conseguem reconhecer que, só porque não gostam de fazer algo, isso não o torna repulsivo. Rubin ressalta que aprendemos a valorizar outras culturas como únicas, sem vê-las como inferiores, e também precisamos adotar uma compreensão semelhante das diferentes culturas sexuais.

#### Legado de "Thinking Sex"
O ensaio de Rubin de 1984 "Thinking Sex" é amplamente considerado como um texto fundador dos estudos gays e lésbicos, estudos da sexualidade e teoria queer.
A Universidade da Pensilvânia sediou uma conferência sobre o “estado do campo” em estudos de gênero e sexualidade de 4 a 6 de março de 2009, intitulada “Repensando o Sexo” e realizada em reconhecimento ao vigésimo quinto aniversário do ensaio “Pensando Sexo”. Rubin foi a palestrante de destaque na conferência, onde apresentou "Blood under the Bridge: Reflexões sobre 'Thinking Sex'", para uma audiência de quase oitocentas pessoas. Em 2011, o GLQ: A Journal of Lesbian and Gay Studies publicou uma edição especial, também intitulada "Rethinking Sex", apresentando trabalhos emergentes desta conferência e incluindo o artigo de Rubin "Blood under the Bridge: Reflections on 'Thinking Sex'".

## Obras
- Deviations: A Gayle Rubin Reader (Durham, NC: Duke University Press, 2012).
- "Samois", in Marc Stein, ed., Encyclopedia of Lesbian, Gay, Bisexual, and Transgender History in America (New York: Charles Scribner's Sons, 2003). (PDF download.)
- "Studying Sexual Subcultures: the Ethnography of Gay Communities in Urban North America", in Ellen Lewin and William Leap, eds., Out in Theory: The Emergence of Lesbian and Gay Anthropology. (Urbana: University of Illinois Press, 2002)
- "Old Guard, New Guard", in Cuir Underground, Issue 4.2, Summer 1998. (Online text.)
- "Sites, Settlements, and Urban Sex: Archaeology And The Study of Gay Leathermen in San Francisco 1955–1995", in Robert Schmidt and Barbara Voss, eds., Archaeologies of Sexuality (London: Routledge, 2000).
- "The Miracle Mile: South of Market and Gay Male Leather in San Francisco 1962–1996", in James Brook, Chris Carlsson, and Nancy Peters, eds., Reclaiming San Francisco: History, Politics, Culture (San Francisco: City Lights Books, 1998).
- "From the Past: The Outcasts" from the newsletter of Leather Archives & Museum No. 4, April 1998.
- "Music from a Bygone Era", in Cuir Underground, Issue 3.4, May 1997. (Online text.)
- "Elegy for the Valley of the Kings: AIDS and the Leather Community in San Francisco, 1981–1996", in Martin P. Levine, Peter M. Nardi, and John H. Gagnon, eds. In Changing Times: Gay Men and Lesbians Encounter HIV/AIDS (University of Chicago Press, 1997).
- Rubin, Gayle (1997), «The traffic in women : notes on the "political economy" of sex», in:  Nicholson, Linda, The second wave: a reader in feminist theory, ISBN 9780415917612, New York: Routledge, pp. 27–62.
- The valley of kings: Leathermen in San Francisco, 1960–1990. University of Michigan, 1994. (Doctoral dissertation.)
- "Of catamites and kings: Reflections on butch, gender, and boundaries", in Joan Nestle (Ed). The Persistent Desire. A Femme-Butch-Reader. Boston: Alyson. 466 (1992).
- Misguided, Dangerous and Wrong: An Analysis of Anti-Pornography Politics, 1992. (PDF download)
- "The Catacombs: A temple of the butthole", in Mark Thompson, ed., Leatherfolk — Radical Sex, People, Politics, and Practice, Boston, Alyson Publications, 1991, ISBN 1555831877, pp. 119–141, reprinted in Deviations. A Gayle Rubin Reader, Duke University Press, 2011, ISBN 0822349868, pp. 224–240, pdf, retrieved September 30, 2014.
- "Thinking Sex: Notes for a Radical Theory of the Politics of Sexuality, in Carole Vance, ed., Pleasure and Danger (Routledge & Kegan, Paul, 1984. Also reprinted in many other collections, including Abelove, H.; Barale, M. A.; Halperin, D. M.), The Lesbian and Gay Studies Reader (New York: Routledge, 1994).
- "The Leather Menace", Body Politic no. 82 (33–35), April 1982.
- "Sexual Politics, the New Right, and the Sexual Fringe" in The Age Taboo, Alyson, 1981, pp. 108–115.
- "The Traffic in Women: Notes on the 'Political Economy' of Sex", in Rayna Reiter, ed., Toward an Anthropology of Women, New York, Monthly Review Press (1975); also reprinted in Second Wave: A Feminist Reader and many other collections.